# 1158
Cette page concerne l'année 1158  du calendrier julien. Pour l'année 1158 av. J.-C., voir 1158 av. J.-C.
L'année 1158 est une année commune qui commence un mercredi.

## Événements

### Proche-Orient
- Janvier-février : reprise de Harim par Baudouin III[1]. Il mène une campagne contre Nur ad-Din avec le croisé Thierry de Flandre. Ils atteignent Dareiya, aux portes de Damas, le 1er avril[2].
- Mai : Nur ad-Din attaque la forteresse jordanienne de Habis Jaldak, sur le Yarmouk[3].
- 15 juillet : Nur ad-Din est battu par Baudouin III à Puthaha, au sud du lac de Tibériade[2].
- Septembre : Baudouin III épouse à Jérusalem Théodora Comnène, la nièce de l’empereur byzantin[3].
- Octobre[4]-décembre : arrivée de Manuel Ier Comnène en Cilicie. Il obtient la soumission du prince arménien Thoros, puis marche sur Antioche[5]. Il prend ses quartiers d’hiver à Mamistra, où Renaud de Châtillon doit faire amende honorable pour son expédition de piraterie contre Chypre (1156) et reconnaître la suzeraineté byzantine. Baudouin III de Jérusalem négocie une alliance inaugurée un an auparavant par son mariage avec la nièce de Manuel, Théodora Comnène. Mais la mauvaise volonté des alliés fait avorter l’expédition projetée contre Alep. En mai 1159, Manuel conclut la paix avec Nur ad-Din, dont la menace contient les Francs dans la mouvance byzantine et contient les Saljûqides[6].

### Europe
- Hiver 1157-1158 : Motín de la Trucha (es) (émeute de la truite). L’achat d’une truite par le fils d’un cordonnier, contesté par le dépensier d’un seigneur local, déclenche une révolte populaire à Zamora, en Espagne. La noblesse se réunit dans l’église de San Román pour préparer la riposte, quand les émeutiers, conduits par le peaussier Benito, ferment les portes du bâtiment et y mettent le feu, brûlant à mort les occupants, dont un fils du gouverneur de la ville, le comte Ponce Giraldo de Cabrera (es). Les 4 000 insurgés se réfugient au Portugal par crainte des représailles, puis demandent leur pardon au roi Ferdinand II de León. Il le leur accorde, moyennant l’approbation du pape Alexandre III, et en profite pour destituer Ponce de Cabrera, qui passe avec ses partisans au service du roi Sanche III de Castille[7].

- 1er janvier, Almazán : création de l’Ordre de Calatrava en Castille[8].

- 11 janvier : Vladislav II est couronné roi de Bohême à Ratisbonne[9].

- Mars : bulle d’or de Manuel Ier Comnène relative aux possessions des monastères dans l’Empire byzantin[10]. Elle interdit aux monastères « d’augmenter les propriétés qu’ils détiennent aujourd’hui, en terre et en paysans attachés » sous peine de confiscation[11].

- Printemps : paix signée à Constantinople pour trente ans entre les Byzantins et les Normands de Sicile[12].

- 23 mai : traité de paix de Sahagún entre Sanche III de Castille et Ferdinand II de León, qui règle les différends frontaliers entre les deux royaumes[13].

- 14 juin : fondation de la ville de Munich par Henri le Lion[14].
- Juin, Ulm : début d’une campagne de Frédéric Barberousse en Italie[9]. Il écrase la commune de Milan et soumet les villes Lombardes à la diète de Roncaglia (1162).

- Juillet : Frédéric Barberousse force Brescia à la soumission ; il y tient une diète qui promulgue un règlement sur la discipline militaire (la « paix du Prince », qui justifie les exactions des troupes en campagne) et déclare les Milanais ennemis de l’empire. Les impériaux passent l’Adda au pont de Cassano et prennent les châteaux de Trezzo et de Melegnano[15].
- 3 août : Barberousse ordonne la reconstruction de la ville de Lodi, détruite par les Milanais[16].
- 8 août : début du siège de Milan par Frédéric Barberousse[9].
- 31 août :
  - à la mort de Sanche III de Castille, son fils Alphonse VIII le Noble (1155-1214), âgé de 3 ans, devient roi de Castille. Il est placé sous la tutelle de Gutierre Fernández de Castro (es) et la régence est confiée à Manrique Pérez de Lara (fin en 1162)[13].
  - traité de Gisors (Vexin) entre la France et l’Angleterre[17]. Henri II Plantagenêt et Louis VII le Jeune conviennent du mariage d’Henri le Jeune avec Marguerite de France, tous deux enfants. Le traité stipule que Marguerite apportera en dot Gisors, Neaufles et le Vexin normand. Les Templiers deviennent gardiens de Gisors jusqu'en 1161.

- 8 septembre : capitulation de Milan, assiégée par Frédéric Barberousse. Les consuls et les citoyens doivent lui demander pardon, pieds nus ; la ville doit verser 9000 marcs d’argent et livrer 300 otages, et reconnaitre les droits régaliens à l’empereur[18].

- 11 novembre : Frédéric Barberousse tient une diète à Roncaglia pour régler l’administration de l’Italie[19]. Assisté de six professeurs de droit de Bologne, il y fait proclamer ses droits régaliens.

- Fondation de Rīga, à l’embouchure de la Dvina, par des marchands de Brème[20].
- Russie : conflit entre André Bogolioubski et la chaire métropolitaine pour la création d’une métropole à Vladimir. Vers 1164, le patriarche de Constantinople Luc Chrysobergès réaffirme l’unicité de Kiev comme « métropole de toute la Russie » et autorise seulement la création d’un siège épiscopal à Vladimir[21].